# Philothamnus irregularis
Espèce
Synonymes
- Coluber irregularis Leach, 1819
- Coluber caeruleus Lacépède, 1789
- Dendrophis chenoni Reinhardt, 1843
- Philothamnus irregularis var. longifrenatus 
Buchholz & Peters, 1875
- Coluber vernayi Fitzsimons, 1932

Statut de conservation UICN

 LC  : Préoccupation mineure
Philothamnus irregularis est une espèce de serpents de la famille des Colubridae,.

## Description
La taille maximale de ce serpent est d'environ 110 cm pour une taille moyenne chez les individus adultes de 80 cm. Le dos est vert émeraude à vert olive uniforme, rarement avec des taches transversales. Le ventre est vert pâle ou jaunâtre. L’intérieur de la bouche est noir, ce qui permet de distinguer le de toutes les autres espèces du genre Philothamnus sp.. La tête est arrondie, l’œil a une pupille ronde. Les écailles dorsales sont lisses, obliques et disposées sur 15 rangs au milieu du corps. Elle est plus ou moins arboricole et strictement diurne. Elle se nourrit essentiellement d’amphibiens, parfois de lézards. Ovipare, la femelle pond de 6 à 8 œufs en moyenne (jusqu'à 16), mesurant environ 30 mm de long sur 12 de large.
Cette espèce est fortement appréciée en terrariophilie pour son tempérament assez calme, sa coloration, son régime alimentaire, sa facilité à avoir des petits et sa taille. Cela reste une espèce d’initiés. 

## Répartition
Cette espèce se rencontre en Afrique subsaharienne, et compte parmi les espèces les plus fréquemment rencontrées :
- au Sénégal, au Gambie, au Mali, en Guinée-Bissau, en Côte d'Ivoire, au Ghana, au Burkina Faso, au Togo, au Bénin, au Nigeria, au Niger ;
- au Tchad, au Cameroun, en Centrafrique, au Soudan du Sud, en Éthiopie ;
- en République démocratique du Congo, en Ouganda, au Kenya, au Burundi, au Rwanda ;
- en Namibie, en Afrique du Sud, au Mozambique, au Zimbabwe, en Zambie,

Sa présence au Botswana est incertaine.

## Publication originale
- Leach, 1819 : Reptilia. Mission from Cape Coast Castle to Ashantee, p. 493-494 (texte intégral).